# Pachylibunus grandis
Pachylibunus grandis is een hooiwagen uit de familie Gonyleptidae.